# 北景港镇
北景港镇，中华人民共和国湖南省岳阳市华容县下属的一个镇，位于华容县南部，藕池河东支北岸。

## 建制沿革
- 1956年，设景港乡；
- 1958年，与新河乡合并为新景公社；
- 1961年，设景港公社；
- 1984年，改称景港乡；
- 1984年，与北景镇合并为北景港镇。

## 行政区划
北景港镇下辖2个居委会村、27个行政村：
- 上节街居委会、下节街居委会
- 沙金村、横洲村、南顶村、青和村、群兴村、景港村、石桥村、五爱村、八一村、协和村、明月湾村、春垸村、怡云村、天星洲村、联华村、联盟村、农科村、景二村、育英村、建丰村、赛南村、禹九村、小港村、赛华村、鲤鱼鳃村、红旗村、沙湖村
- 西湖渔场、牛氏湖渔场